# Jeu de non-oxygénation
Un jeu de non-oxygénation est un type de jeu dangereux caractérisé par la pratique de strangulation (type jeu du foulard), suffocation (jeu du sac) ou apnée (type jeu de la tomate).
Cette pratique consiste à provoquer une asphyxie ou plus exactement une anoxie (manque de dioxygène) du cerveau dans le but de provoquer un évanouissement ou des hallucinations. Cette pratique est particulièrement dangereuse car elle peut conduire à une perte de connaissance, laisser des séquelles neurologiques, voire engendrer la mort en quelques minutes.
Plus de trente dénominations coexistent, selon les régions et incluent notamment les termes de « cosmos », « sommeil indien » et « rêve bleu ».

## Conséquences
Cette pratique provoque dans la plupart des cas un évanouissement, des convulsions dues au manque d'oxygène dans le cerveau et parfois des lésions cérébrales irréversibles qui donnent lieu à des séquelles graves ou à des handicaps chroniques. Ce jeu est aussi responsable de la mort de personnes (enfants, adolescents) par arrêt cardiaque. L'évanouissement (ou syncope) est peut-être une sorte de soupape de sécurité pour le cerveau lorsqu'il n'arrive plus à maintenir ses fonctions.
Ce jeu, très dangereux (sept décès par an aux États-Unis) connait deux versions : soit un geste de strangulation plus ou moins complet, soit une hyperventilation, soit une combinaison des deux.
- La strangulation induit un réflexe vagal par pression sur le noyau sinusal de la carotide et tend à priver le cerveau d'oxygène ; l'effet inévitable est la perte de conscience, parfois une crise d'épilepsie, souvent une syncope. Les conséquences résultent de dommages plus ou moins importants infligés aux neurones cérébraux et qui se manifestent par des difficultés de concentration ou de mémorisation et parfois des troubles neurologiques définitifs.
- L'hyperventilation a pour effet de réduire de manière drastique le taux de gaz carbonique dans le sang. Or c'est ce taux qui commande le réflexe respiratoire. L'annihiler tend à réduire les mouvements respiratoires et par conséquent l'oxygénation du sang. À quoi s'ajoutent des réflexes touchant les vaisseaux sanguins cérébraux : ils se contractent et privent ainsi le cerveau d'un flux sanguin adéquat. L'ensemble tend à amoindrir le fonctionnement cortical en faveur du fonctionnement sous cortical qui est plus résistant à une diminution d'oxygène. De là, des sensations qu'on a comparées à celles procurées par certaines drogues.

Le manque d'oxygène provoque un dérèglement du rythme cardiaque ainsi que respiratoire et peut dans certains cas provoquer des hallucinations assimilables à la prise de drogues. Elles sont le signe d'une perte neuronale (les neurones meurent), ces derniers libérant à leur mort des quantités aléatoires de neurotransmetteurs qui sont interprétés par les neurones voisins comme des messages légitimes. Puis s'ensuit la syncope très brutale avec perte de la connaissance et du tonus musculaire. Le pratiquant peut être pris de crises convulsives durant la syncope, ne durant généralement que quelques secondes. Mais très souvent, le jeu dégénère et l'inconscience est prolongée, laissant le joueur en état de mort apparente. Lors de la reprise de connaissance, les pratiquants sont dans un état confusionnel et de céphalées brutales et très intenses causé par un dérèglement de débit cérébral et de la capnie.

## Sensations éprouvées
Les pratiquants du jeu du foulard sont bien souvent inconscients du danger qu'ils encourent. La plupart cherchent à éprouver des sensations nouvelles, afin de se libérer du monde extérieur. Lors d'une strangulation, le pratiquant est souvent accompagné mais peut aussi bien pratiquer ce jeu seul à son domicile, isolé dans sa chambre. Il s'aide d'un lien quelconque (écharpe, corde, ceinture...). La compression du cou favorise alors la privation d'oxygène pour le cerveau, induisant des sensations proches du malaise vagal. Ces sensations sont multiples et on retrouve dans la plupart des cas :
- points lumineux dans le champ de vision ;
- bourdonnements d'oreilles (acouphènes) ;
- sensation de planer ;
- picotements dans les extrémités, accentués par une sensation de chaleur ;
- vertiges et diminution de la conscience ;
- syncope avec perte de connaissance.

Ces symptômes sont également retrouvés lors de la pratique du rêve indien, qui consiste à une hyperventilation puis une apnée prolongée. La syncope et la perte de connaissance surviennent brutalement. Le jeu du foulard et le rêve indien sont donc deux pratiques différentes mais le but est le même, comprenant les mêmes effets et leurs conséquences.

## Jeu de la tomate
Le jeu de la tomate est un dérivé du jeu du foulard et du rêve indien. Ce jeu consiste en une apnée prolongée, provoquant une rougeur de plus en plus foncée voire violacée du visage et des yeux. Le jeu de la tomate concernerait un public très jeune, chez les enfants dont l'âge ne dépasse même pas 6 ans. Ce jeu consisterait au départ à être capable de couper sa respiration le plus longtemps possible, il se pratique donc en groupe mais peut aussi se pratiquer en solitaire. D'abord, le pratiquant inspire puis bloque sa respiration, de manière à gonfler ses joues. Cela comprime ainsi la cage thoracique et les veines jugulaires et carotides. L'accumulation de sang dans les vaisseaux cérébraux et ceux du cou provoque très vite une rougeur de plus en plus intense sur le visage et les yeux. La personne ressent alors une sensation de chaleur intense au contour de ses joues ainsi qu'une pression faciale. Les yeux se gorgent également de sang jusqu'à ce qu'apparaissent des pétéchies. Dans les secondes qui suivent, la vision se trouble d'un voile blanc ou noir et un malaise généralisé s'installe. Une apnée prolongée au-delà de 30 secondes suffit à provoquer la syncope immédiate. Des maux de tête interviennent lorsque l'oxygénation est à nouveau permise.
Les risques qu'encourent enfants et adolescents sont l’œdème cérébral due à l'accumulation de sang dans les veines du cou et vaisseaux cérébraux, provoqués par une hyperpression thoracique et carotidienne et donc un frein du retour veineux. L'hypercapnie majorée précède l’œdème cérébral. Si la pratique est répétitive et intense, le risque d’œdème cérébral est imminent. C'est pour cela que même lorsque la syncope intervient, le corps reprend donc évidemment son oxygénation de départ mais les vaisseaux cérébraux se retrouvent en état de souffrance avec œdème cérébral tardif. Tout comme le jeu du foulard ou du rêve indien, le jeu de la tomate accentue le risque de séquelles neurologiques irréversibles voire de décès.

## Jeu du sac
Le jeu du sac plastique est sûrement celui le plus redoutable avec le jeu du foulard. Il consiste à se priver d'oxygène dans un espace clos pauvre en O2 (oxygène) et riche en CO2 (dioxyde de carbone). Généralement, cet espace est un sac plastique (sac poubelle par exemple) lors d'une pratique volontaire chez les adolescents mais peut devenir un accident domestique chez les plus jeunes. Le pratiquant place un sac sur sa tête et parfois, il peut le maintenir à l'aide d'un scotch ou d'un lien comme une écharpe ou une ceinture, en combinant donc le jeu du sac et la strangulation. Le sac s'appauvrit donc en oxygène et le pratiquant perd très vite connaissance en liaison à une hypercapnie et une hypoxie survenant dans les deux premières minutes. Avant la syncope, le joueur souffre d'une respiration rapide puis devenant saccadée, une hyperventilation liée à une difficulté à s'oxygéner. La syncope est alors la première phase de danger suprême. En effet, la personne qui exerce la pratique n'aura pas le temps de retirer le sac et lors de la syncope elle ne pourra plus rien faire (en cas de pratique en solitaire). On retrouve dans ce type d'asphyxie la suffocation d'installation très rapide. S'ensuit ensuite une perte de connaissance, un arrêt cardio-respiratoire et la mort. Très peu de personnes survivent à ce type de pratique, les seules réanimées souffrent très souvent de lésions cérébrales irréversibles.

## Contexte
Bien souvent pratiqué en groupe, ce jeu est pratiqué par une incitation de l'entourage amical, pour faire comme tous les autres ou pour intégrer un groupe comme dans les rites d'initiation. Il est souvent présenté comme un simple « jeu » d'expérimentation physique, permettant aux participants de vivre des sensations qualifiées d'agréables, qui vont d'un sentiment de relaxation, de bien-être, jusqu'à des hallucinations visuelles ou auditives.
La notion de risque couru et de danger n'est que très rarement présente à l'esprit des jeunes pratiquants, qui y voient une simple expérience corporelle. Ce comportement est aussi observé lors du passage de l'enfance à l'âge adulte (à la majorité)[réf. nécessaire].

## Divers cas
En France, ce « jeu » est connu du fait de la médiatisation [réf. nécessaire] des morts que provoque cette pratique, et ce sont en priorité les enfants et les adolescents qui sont touchés par ce phénomène aux conséquences mortelles. L'Association de parents d'enfants accidentés par strangulation (APEAS) assure des opérations de prévention en milieu scolaire auprès des enfants, des adolescents et des adultes en contact avec les enfants.
En Belgique, depuis 2009, la prise de conscience du grand public, des médias et des autorités publiques a été fortement accélérée à la suite d'une part d'un grand nombre de décès recensés en peu de temps (une dizaine de cas mortels recensés entre décembre 2008 et décembre 2009) et d'autre part de l'impulsion donnée par l'association Chousingha, créée par José Fernandez. Père d'une fille morte à l'âge de 13 ans en décembre 2008 des suites d'un accident par auto-strangulation dû au jeu du foulard, il a mis sur pied une association destinée à la sensibilisation des autorités, des parents et des enseignants sur les jeux dangereux. Son travail a notamment mené à la large diffusion d'une brochure d'information destinée aux adultes sur le sujet ainsi qu'à l'organisation par les autorités belges de l'enseignement (communauté française de Belgique) d'une prévention de terrain, avec les écoles et les centres psycho-médico-sociaux. L'association est reconnue par les autorités belges et apporte son soutien par l'organisation de séances d'information publiques ou dans les écoles.

## Études et statistiques
Les 24 et 25 novembre 2011, un colloque a été organisé à Liège avec pour thème « les jeux violents et d'évanouissement : sensibilisation, prévention et intervention de crise ». Ce colloque, à l'initiative de la Ministre de l'Enseignement Obligatoire, Marie-Dominique Simonet, a rassemblé l'ensemble des experts belges et français sur cette thématique.
En janvier 2012, les conclusions de l'étude sur la connaissance et les pratiques du jeu du foulard et autres jeux d'apnée ou d'évanouissement chez les 6 à 15 ans a porté sur un échantillon représentatif de 1 012 enfants de 6 à 15 ans. Il montrait que :
- 63 % des enfants connaissent un de ces jeux ;
- 26 % ont vu quelqu'un jouer à ce jeu, principalement à l'école ;
- 1 sur 10 y a joué ;
- ce jeu se pratique pour faire comme les camarades mais aussi parce qu'il est trouvé drôle et attirant ;
- la majorité des joueurs n'ont pas conscience des risques qu'ils courent ;
- ceux qui n'y ont jamais joué sont conscients des dangers.